# لی جینگلیانگ
لی جینگلیانگ (انگلیسی: Li Jingliang؛ زادهٔ ۲۰ مارس ۱۹۸۸) ورزشکار هنرهای رزمی ترکیبی  اهل چین است. وی از سال ۲۰۰۷ میلادی تاکنون مشغول فعالیت بوده‌است.